# Erdei Zoltán
Erdei Zoltán (Berettyóújfalu, 1973. június 21. –)  magyar író.

## Élete, munkássága
Fiatal korában tehetséges sportoló volt, 1986 és 1997 között korcsoportjában országos szintű eredményeket is elért atlétaként. Az 
élsporttal később tudatosan felhagyott.
Írói munkássága 2005-ben vette kezdetét, midőn megjelent első kötete, az Antispiritualitás és modern "ezotéria", melyben  erős kritikai górcső alá vette napjaink populáris "ezoterikus" irodalmát. Második könyvében, a 2008-ban kiadott A metafizikai egyedüllét fokozatai című művében pedig a szolipszizmus létszemléletével ismerteti meg behatóbban az olvasót. A harmadik, sokak számára iránymutató könyvében az elmélyedés gyakorlatának legfőbb
mozzanatát tárgyalja, az emberi tudatfolyamatok alapos ismertetésével.

## Művei
- Antispiritualitás és modern "ezotéria". Kvintesszencia, 2005, 2016. (ISBN 9638602775)
- A metafizikai egyedüllét fokozatai. Persica, 2008. (ISBN 9789638783301)
- Az elmélyedés metafizikai értelmezése. Kvintesszencia, 2019. (ISBN 9786155398056)